# Remigio Milano
Remigio Milano (San Bonifacio, 25 giugno 1899 – Vercelli, 29 febbraio 1976) è stato un calciatore italiano, di ruolo centrocampista. Era anche conosciuto come Milano IV per distinguerlo dai fratelli Giuseppe (I), Felice (II) e Aldo (III).

## Caratteristiche tecniche
Giocava come mediano nel metodo.

## Carriera

### Club
Entrò nella prima squadra della Pro Vercelli nella Prima Categoria 1919-1920, ma alla sua prima stagione non fu mai impiegato: debuttò durante la Prima Categoria 1920-1921, anche per sostituire il fratello Aldo, deceduto nel gennaio 1921. Guadagnò spazio a partire dalla Prima Divisione 1921-1922, giocando 6 incontri; fu poi titolare per le successive 4 stagioni. L'ultimo campionato disputato con la Pro Vercelli fu la Divisione Nazionale 1926-1927, che lo vide scendere in campo 8 volte. Passò poi alla Pro Candelo, in provincia di Biella, e alla Filatura Tollegno, in Seconda Divisione.

## Palmarès

### Club

#### Competizioni nazionali
- Campionato italiano: 2

Pro Vercelli: 1920-1921, 1921-1922